# Hermannia modesta
Hermannia modesta là một loài thực vật có hoa trong họ Cẩm quỳ. Loài này được (Ehrenb.) Mast. mô tả khoa học đầu tiên năm 1858.